# 한국미용직업전문학교
한국미용직업전문학교(韓國美容職業專門學校)는 서울특별시 동대문구에 위치했던 대한민국의 직업전문학교이다. 국문 약칭으로 한미전이 쓰였다.

## 학교 연혁
- 1999년 2월: 나드리미용학원 인수
- 2002년 12월: 중국 상해 나드리미용학원 설립

## 교육편제
다음은 한국미용직업전문학교가 폐교하기 직전까지 남아있던 교육 과정 일람이다.
- 뷰티디자인과
- 뷰티매니지먼트과
- 뷰티아트과

## 같이 보기
- 국제호텔직업전문학교
- 한국항공직업전문학교